# Agnibilékrou (departement)
Agnibilékrou är ett departement i Elfenbenskusten. Det ligger i regionen Indénié-Djuablin, i den östra delen av landet, 220 km öster om huvudstaden Yamoussoukro.